# Бажинов Іван Денисович
Іван Денисович Ба́жинов (нар. 12 березня 1931, село Уди, нині Золочівського району Харківської області — 5 вересня 2014, Київ) — український літературознавець і літературний критик. Кандидат філологічних наук (1964). Дослідник творчості російських і українських письменників переважно XX століття.

## Біографія
1954 року закінчив Харківський університет. У 1958—1960 роках працював редактором Державного видавництва УРСР і журналу «Радянське літературознавство» (нині «Слово і час»). Одночасно від 1958 року працював в Інституті літератури АН УРСР: молодший науковий співробітник, старший науковий співробітник.
Працював над підготовкою «Української літературної енциклопедії».

## Праці
Автор монографій:
- «Герой і час» (Київ, 1965)
- «Мости дружби» (Київ, 1967)

Один з авторів колективних монографій:
- «З досвіду взаємодії радянських літератур» (Київ, 1970)
- «Російська література на Україні» (1971)
- «Взаємозбагачення та зближення літератур народів СРСР» (1977)
- «Епоха. Людина, Література» (Київ, 1980)
- «Історія українсько-російських літературних зв'язків» (том 1; Київ, 1987)

Серед статей:
- Сівач зерен духовних (Іван Федоров на Україні) // Радянське літературознавство. — 1974. — № 4.